# Bétyle
Cet article possède un paronyme, voir Béthel.
Un bétyle (en latin Baetylus, du grec ancien βαίτυλος / Báitylos) est une pierre sacrée non sculptée, ayant parfois une simple forme géométrique (généralement conique ou tronconique) et étant parfois brute, faisant l'objet de vénération, voire d'adoration avec un sens fétichiste. Elle peut symboliser un dieu païen ou prendre sa place.
Il s'agit assez fréquemment de météorites, au sens strict ou supposé, dans lesquelles les sources antiques ou médiévales voient la manifestation ou la représentation d'une divinité ou d'un héros divinisé. Les bétyles sont ordinairement l'objet d'un culte, et parfois d'offrandes.
Les bétyles sont en fait des pierres qui sont considérées comme des « demeures divines » par ces peuples anciens. Dans le récit de la Genèse, le nom de Beith-el est donné à la pierre de Jacob, et ce nom fut appliqué par extension au lieu même où il avait eu sa vision pendant que sa tête reposait sur la pierre.
Les bétyles sont désignés chez de nombreux peuples anciens par le nom de « pierres noires », ce qui semble les rapprocher des météorites[réf. nécessaire].

## Origine du mot
Le mot bétyle provient de l'hébreu « Beth-el » (« demeure divine » ou « Maison de Dieu »). Par la suite, ce mot est utilisé par les Grecs pour désigner une série de pierres servant à la vénération de divinités païennes,,. Selon les cultures et les cas, ils sont appelés également aérolithes, « pierres de foudre » ou argos lithos (en grec), « pierre brute ».

## Attestation de bétyles

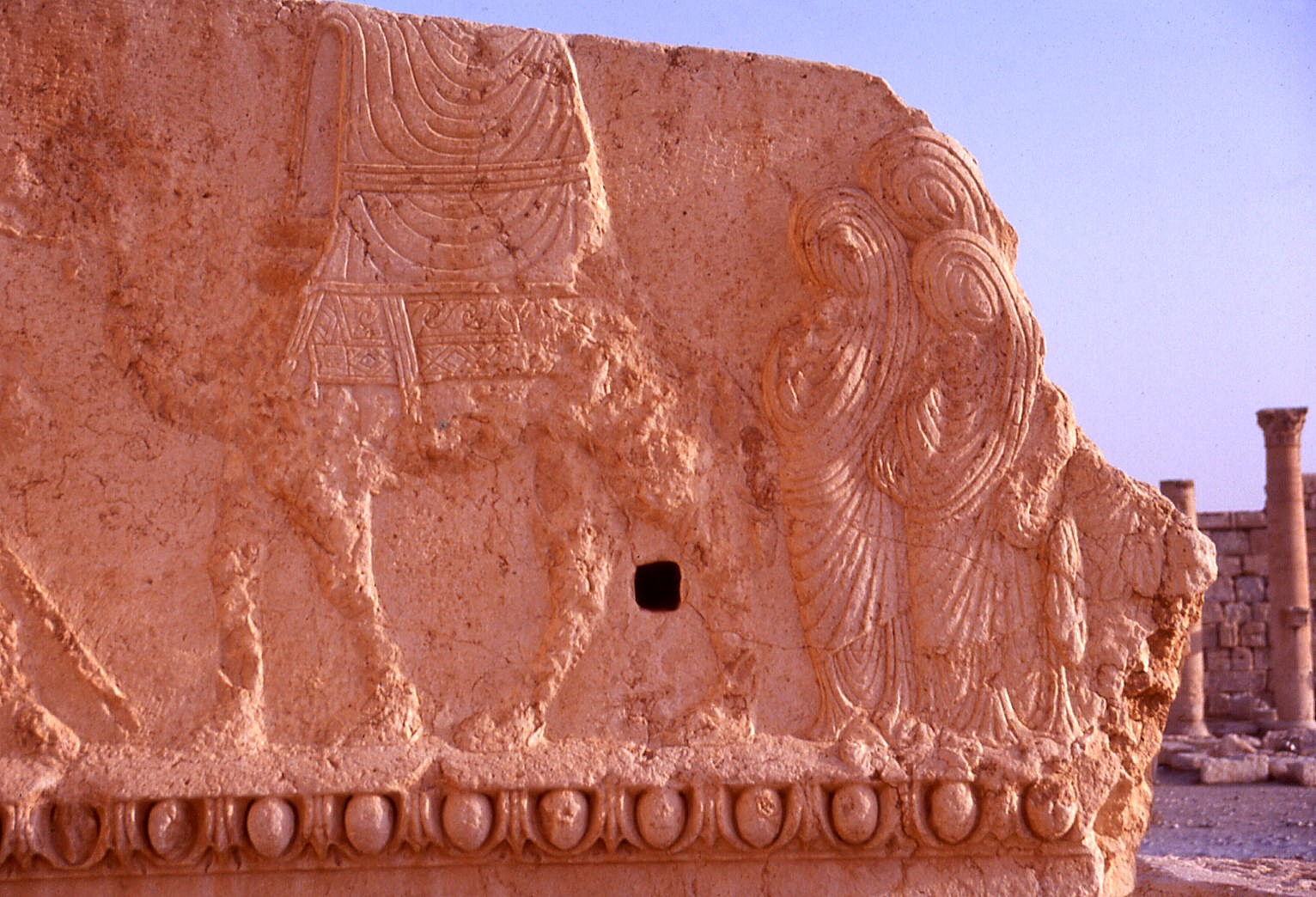
Procession du bétyle, Palmyre.

Parmi les bétyles attestés par leur existence actuelle ou par l'archéologie, on peut citer les suivantes.
- La pierre noire de la Kaaba à La Mecque[6] — ; toujours enchâssé dans la Ka'ba, ce bétyle conserve une partie de son passé païen alors que l'islam continue les circumambulations et les actes de dévotions (baisers ou touchers) au cours du pèlerinage à la Kaaba[7],[8]. Cependant, l'islam s'oppose aux bétyles dans le même pèlerinage pendant la lapidation de Satan[7]. Elle est, selon la tradition musulmane étroitement liée à l'histoire d'Abraham.
- La « pierre brute » du dieu Éros, à Thespies[1].
- La « pierre brute » de Héraclès à Hyettos[1].
- Les trois rochers représentant les Charites à Orchomène, censés être tombés du ciel sous le premier roi de la cité, Étéocle de Thèbes[1].
- Sanctuaire à bétyle du dieu Héliogabale à Homs[9].
- Sanctuaire de Zeus, Aphrodite et Hermès à bétyle qui se trouve à Héliopolis au Liban[9].
- Une centaine de bétyles à Pétra datés du IIe ou du IIIe siècle av. J.-C. et taillés à même le rocher ou simplement gravés[10]. Dans l'entrée de la ville, le Siq, on trouve 71 niches à bétyles[10].
- Sanctuaires multiples à bétyles à Chypre, datant de l'Âge du Bronze et de la colonisation phénicienne de l'île, dont un à Amathonte et deux à Kition[11].
- Plusieurs bétyles sont attestés à Palmyre — une scène de procession y montrerait le transport du bétyle sur le dos d'un chameau[réf. nécessaire].

## Localisations
Les bétyles sont des objets cultuels de formes et de tailles diverses. Ils peuvent être fixes ou faire l'objet de processions.
Les bétyles fixes peuvent se trouver dans l'enceinte d'un temple, dans des niches (comme pour les bétyles de la source de Palmyre) ou dans une construction recouverte d'étoffes appelée qubba et dont la Kaaba de la Mecque serait un exemple.
- Le dieu « Ḏh̲ū l-S̲h̲āra » aurait, selon Épiphane, une χααβου (khaabou) à Pétra[15].
- À Delphes, l'Omphalos des Grecs, une pierre blanche, a pu être comparée à un bétyle ;
- À Rome, les boucliers sacrés des Saliens, dont on disait qu'un d'eux avait été taillé dans un aérolithe[16] ;

## Représentations

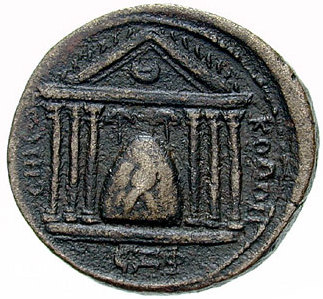
Revers d'une monnaie d'Uranius Antoninus (vers 253) représentant le temple du dieu solaire Élagabal à Émèse et son bétyle.

Les bétyles ou leurs représentations étaient nombreux dans les religions de l'Antiquité :
- la pierre benben du temple solaire d'Héliopolis en Égypte ;
- le bétyle de la Cybèle phrygienne, rapporté à Rome en 204 av. J.-C. où le temple de Cybèle lui fut dédié en 191 av. J.-C. sur le Mont Palatin. Cybèle est vénérée dans la « pierre noire » de Pessinonte ;
- la pierre noire d'Émèse d'Élagabal, une météorite qui fut rapportée à Rome par l'empereur Héliogabale, qui était également son grand-prêtre ;
- l'Artémis de Sardes ou l'Astarté de Paphos ont également été adorées sous la forme de bétyles ;
- dans l'hindouisme, un jyotirlinga (lingam de lumière) est un phallus de pierre qui manifeste la présence de Shiva.

## Dans la tradition biblique
Dans la tradition biblique, un bétyle est une pierre dressée vers le ciel marquant la présence de la divinité . L'origine de cette pierre est attribuée à une scène de Jacob à Béthel. Celui-ci, endormi sur une pierre, rêva d'une échelle dressée vers le ciel et parcourue par des anges quand Dieu lui apparut et lui donna la pierre en question. Jacob comprend alors que la pierre est une porte vers le ciel et vers la divinité. D'une position allongée, il la fait passer à une position verticale et y répand de l'huile. Il la nomme « Béthel » (Beth : maison, El : divinité ⇒ « maison de Dieu »). Un bétyle ne représente pas Dieu, mais signale sa présence.
En raison d'une confusion probable entre cette signification et un culte d'adoration, cette pratique est condamnée par le texte biblique : « Ne vous fabriquez pas de faux dieux, ne dressez pas d'idoles ou de pierres sacrées, ne placez pas dans votre pays de pierres décorées pour les adorer. En effet, je suis le Seigneur votre Dieu. »

## Dans le paganisme arabe préislamique
Dans le paganisme arabe préislamique, les bétyles jouaient un rôle très important dans les différents cultes. Les Arabes de l'époque avaient la conception qu'à l'intérieur de la pierre se trouvait une divinité prisonnière. Selon l'historienne Jacqueline Chabbi, les populations arabes nomades possédaient des « bétyles transportés », qui accompagnaient le groupe nomade en permanence. Certains bétyles du Yémen étaient sculptés et présentaient des formes anthropomorphiques.